# UMass Minutemen/Minutewomen
UMass Minutemen/Minutewomen är en idrottsförening tillhörande University of Massachusetts Amherst och har som uppgift att ansvara för universitetets idrottsutövning.

## Idrotter
Minutemen/Minutewomen deltager i följande idrotter:
| Herrar (Minutemen) - Amerikansk fotboll - Baseboll - Basket - Cross Country - Fotboll - Friidrott - Ishockey - Lacrosse - Simning - Simhopp | Damer (Minutewomen) - Basket - Cross Country - Fotboll - Friidrott - Lacrosse - Landhockey - Rodd - Simning - Simhopp - Softboll - Tennis |

## Idrottsutövare

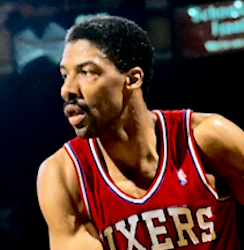
Julius Erving.

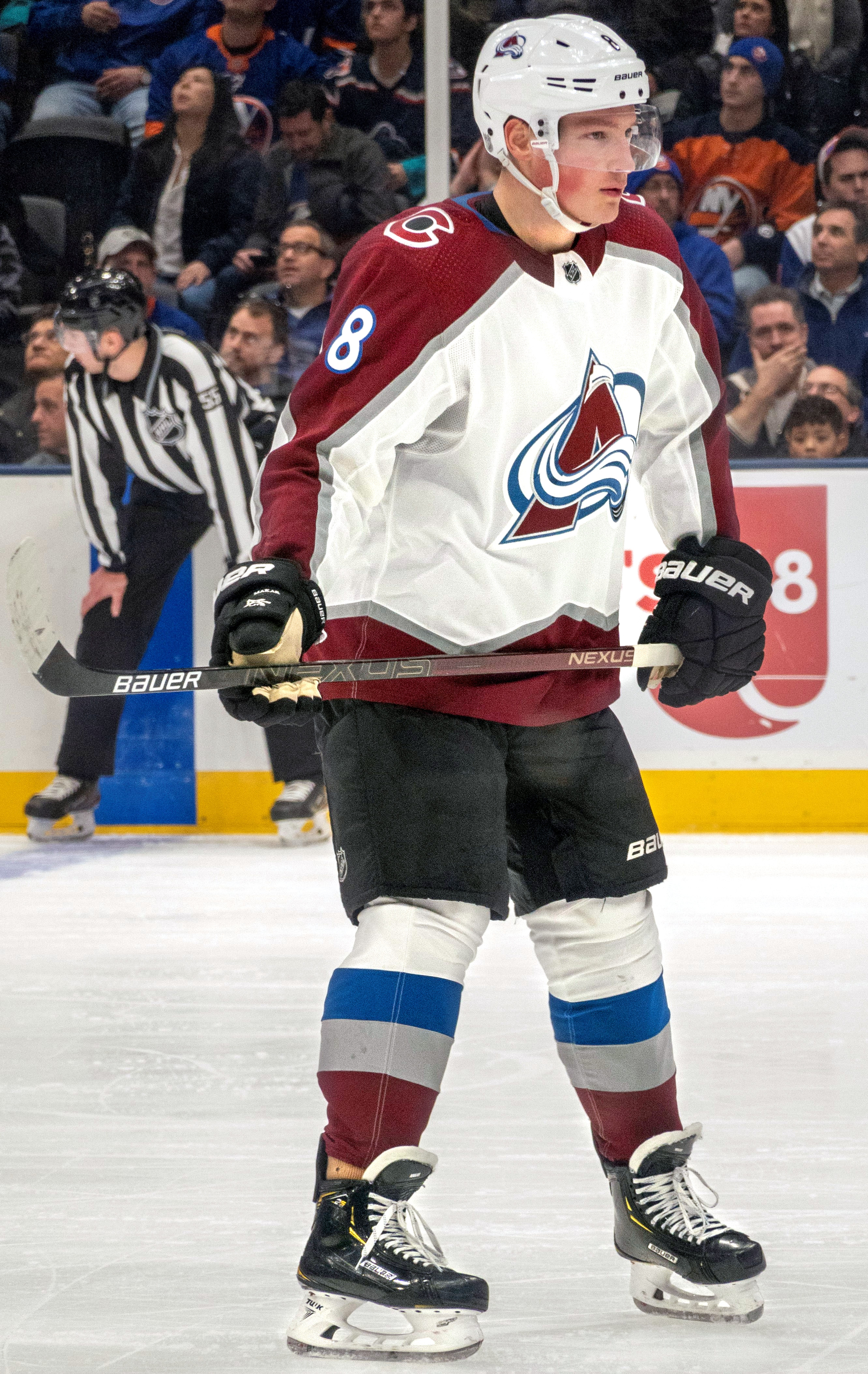
Cale Makar.

| Basket - Marcus Camby - Julius Erving Fotboll - Briana Scurry Ishockey - Conor Allen - Matt Anderson - Kevin Boyle - Justin Braun - Mitchell Chaffee - Marc Del Gaizo - Mario Ferraro - Joel Hanley - Matt Irwin - Matt Kessel | - Michael Kostka - John Leonard - Cale Makar - Mark Matheson - Brandon Montour - Scott Morrow - Matt Murray - Brad Norton - Thomas Pöck - Jonathan Quick - Conor Sheary - Ajdar Sunjev - Ryan Ufko - Frank Vatrano - Casey Wellman Landhockey - Judy Strong |